# Henryk Szeryng

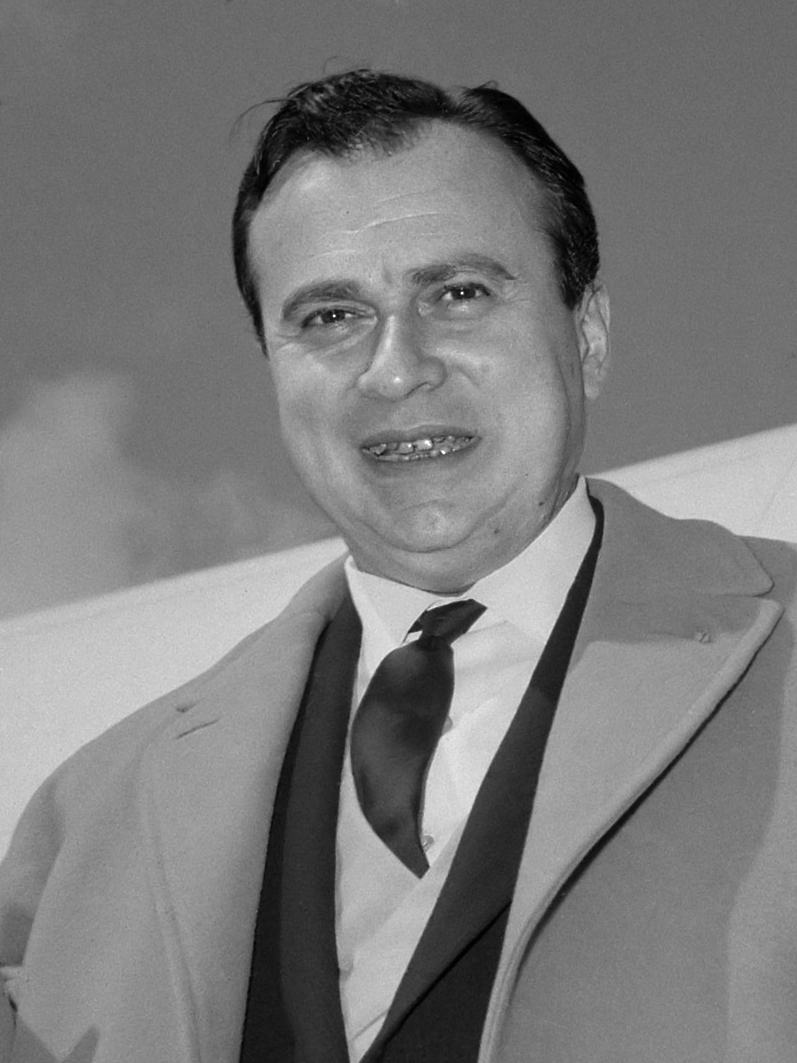
Henryk Szeryng (1964)

Henryk Bolesław Szeryng [ˈʃɛrɨŋk] (* 22. September 1918 in Warschau; † 3. März 1988 in Kassel) war ein polnisch-mexikanischer Geiger, Violinpädagoge, Herausgeber, Komponist und Diplomat, der von 1946 an in Mexiko lebte und am 21. Oktober 1948 die mexikanische Staatsbürgerschaft annahm.

## Leben
Seine Mutter erteilte ihm ersten Klavierunterricht, doch das Kind bevorzugte bald die Geige. Bronisław Huberman hörte ihn und empfahl, ihn zur Ausbildung zu Carl Flesch nach Berlin zu schicken (1928–32). Henryk Szeryng debütierte im Jahre 1933. 1935 spielte der 17-jährige Geiger in Warschau unter der Leitung von Bruno Walter das Violinkonzert von Ludwig van Beethoven. Anschließend setzte er bis 1939 sein Studium bei Nadia Boulanger in Paris fort.
Nach Beginn des Zweiten Weltkriegs meldete er sich als Freiwilliger bei der polnischen Armee auf französischem Boden und wurde Verbindungsoffizier. Aufgrund seiner Sprachkenntnisse (Szeryng sprach acht Sprachen) arbeitete er auch als Dolmetscher für die polnische Exilregierung. Häufig konzertierte er vor alliierten Soldaten und gab Wohltätigkeitskonzerte.
Während eines Aufenthaltes in Mexiko-Stadt bekam er das Angebot, dort die Streicherabteilung an der Universität Mexiko zu übernehmen. Er tat dies und wurde 1948 mexikanischer Staatsbürger. Erst 1954 nahm er seine Konzertkarriere auf, die er bis zu seinem Tode fortführte. Im Rahmen einer Konzerttournee mit dem Rundfunk-Sinfonieorchester Saarbrücken spielte Henryk Szeryng am 1. März 1988 in Kassel das Violinkonzert von Johannes Brahms. In der Nacht vom 1. auf den 2. März fiel er nach einer Gehirnblutung in ein Koma. Er erwachte nicht mehr und starb in den Morgenstunden des 3. März 1988.

## Die Kunst des Geigenspiels: Wirken und Bedeutung
Als Geiger war er ein Interpret mit einem umfangreichen Repertoire und erlangte weltweite Anerkennung. Er nahm eine große Anzahl von Platten auf mit den Violinkonzerten von Bach, Mozart, Beethoven, Brahms, Schumann, Tschaikowski, Sibelius, Mendelssohn und Paganini, sämtlichen Violinsonaten von Beethoven und Mozart mit Ingrid Haebler, ausgewählten Violinsonaten von Beethoven und Mozart mit Arthur Rubinstein und zwei Aufnahmen der gesamten Sonaten und Partiten für Violine solo von Bach. Für seine Zusammenarbeit mit Pierre Fournier und Arthur Rubinstein erhielt er 1975 und 1976 je einen Grammy. Für seine Aufnahme des Brahms-Konzertes im Jahre 1959 mit Pierre Monteux erhielt er den Grand Prix du Disque.  Seine Einspielungen der Bachschen Solosonaten und Partiten werden bis heute als maßstabsetzend angesehen. So hat in dem Video The Art Of Violin die bedeutende junge Geigerin Hilary Hahn dargestellt, dass Szeryngs Bach-Einspielungen für ihre eigene Bach-Interpretation richtungsweisend sind.

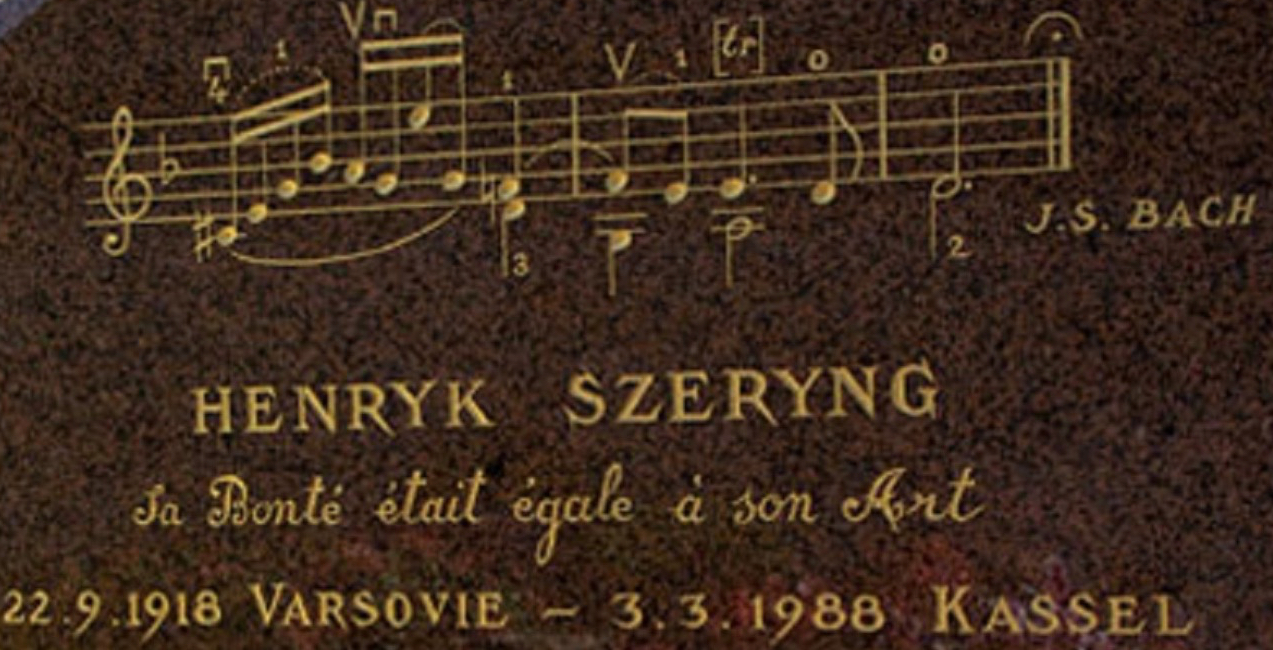
Grabstein (Ausschnitt) des Grabes von Henryk Szeryng auf dem Friedhof von Monaco. Die Noten sind der Schluss der Chaconne aus Johann Sebastian Bachs Partita Nr. 2 in d-Moll BWV 1004 mit den Fingersätzen und Strichbezeichnungen des Künstlers. Henryk Szeryng
Seine Güte kam seiner Kunst gleich

Das Grab Henryk Szeryngs befindet sich auf dem Friedhof von Monaco, seinem ehemaligen europäischen Wohnsitz. Die Grabinschrift lautet: Sa Bonté était égale à son Art. Die Notenzeile über der Inschrift ist der Schluss der Ciaconna aus der Partita Nr. 2 für Violine solo d-Moll BWV 1004 von Johann Sebastian Bach in der Ausgabe Henryk Szeryngs.
Waltraud Szeryng (geb. Büscher), die Witwe des Künstlers, übergab den Nachlass ihres Mannes der Library of Congress in Washington.

## Ehrungen
- 1971: Mozartmedaille durch die Mozartgemeinde Wien[5]
- 1973: Ehrenmitgliedschaft des Beethoven-Hauses Bonn

## Diskografie
In Bearbeitung